# ارييل ساندز
آرييل ساندز ..مؤلفة ة مستعار ة لـ رواية Never the Face ،  رواية سادية مازوخية، ويقال أنها كاتبة غير روائية، معروفة عالميًا تحت اسم آخر، هويتها الحقيقية ليست معروفة للجمهور.

## رواية Never the Face
تصف هذه الرواية علاقة سادية مازوخية بين رجل يدعى ديفيد، وراوي الكتاب، امرأة تم تعريفها فقط على أنها «هريرة» أو «عاهرة».
في الرواية، يدرب ديفيد هريرة أن تكون شريكة مطيعة في علاقة جنسية تتضمن العبودية والنشوة الجنسية ويضربها بمجموعة متنوعة من الأدوات.
ما يبدأ كعلاقة توافقية فيتحول إلى اعتداء جسدي وعاطفي متزايد. يحتوي الكتاب على صور جنسية صريحة وصفت بأنها «وحشية». تم نشره في أبريل 2011 من قبل مطبعة سانت مارتن.

## هويتها
حتى الآن، كانت الدلائل الرئيسية لهوية ساندز في مقابلة أجرتها مع كلير ميسود لمجلة غيرنيكا.  وفقًا لما قاله ميسود، الذي التقى براندس شخصيًا في برلين في مايو 2011، «تحت اسم آخر، فإن آرييل ساندز كاتبة غير روائية معروفة عالميا وتحظى باحترام كبير». (لم تحدد ما إذا كان هذا الاسم الآخر اسمًا حقيقيًا أم اسمًا مستعارًا أيضًا.)
ساندز«رشيقة وأنيقة» لكنها «ذات حضور قيادي: بصفتها المهنية، فهي معتادة على التحدث أمام الحشود». تتميز كتاباتها الخيالية وغير الخيالية، وكذلك خطابها، بـ «الفكاهة اللاذعة» و «سعة الاطلاع» و «الإيجاز». «سلوكها رسمي، وأحيانًا مقصوص؛ لكن لديها ضحكة حلقية جاهزة». إنها «نسوية باعترافها» و «قصة نجاح أنثوية» على الرغم من «الاستسلام المهووس» لبطلة روايتها. إنها «على أعتاب الأربعين». المقابلة لم تذكر جنسيتها.
يصفها موقع ناشرها على أنها «الكاتبة الأفضل مبيعًا». 

## أسباب عدم الكشف عن اسمها
في مقابلتها مع ميسود، قالت ساندز انها اختارت اسمًا مستعارًا حتى تتجنب «ارتباك النوع» مع كتابتها غير الخيالية، وحتى يتم أخذ النص وفقًا لشروطه الخاصة، بدلاً من التأثر بما يعرفه القراء بالفعل عن المؤلف.

## تأثيرات
تشمل الكتب التي تشير إليها ساندز على أنها مؤثرة في كتابها قصة O و Venus in Furs وMoby-Dick و The Man of Feeling و The Emigrants .

## روابط خارجية
- مراجعة في قصة القصة